# Sjarhej Dsjamahin
Sjarhej Aljaksandrawitsch Dsjamahin (belarussisch Сяргей Аляксандравіч Дзямагін, russisch Сергей Александрович Демагин Sergei Alexandrowitsch Demagin; * 19. Juli 1986 in Toljatti, Russische SFSR) ist ein belarussischer Eishockeyspieler.

## Karriere
Sjarhej Dsjamahin begann seine Karriere als Eishockeyspieler in der belarussischen Hauptstadt im Nachwuchsbereich des HK Dinamo Minsk, für dessen Profimannschaft er in der Saison 2004/05 sein Debüt in der belarussischen Extraliga gab. In dieser sowie der folgenden Spielzeit verbrachte er jedoch die meiste Zeit bei Dinamos zweiter Mannschaft in der zweiten belarussischen Eishockeyliga. In dieser war der Stürmer in der Saison 2005/06 mit 32 Vorlagen und insgesamt 61 Scorerpunkten ligaweit sowohl bester Vorlagengeber als auch Topscorer. In der Saison 2008/09 erzielte der Linksschütze für Minsk in der neu gegründeten Kontinentalen Hockey-Liga in 34 Spielen zehn Tore und bereitete weitere elf vor. Nachdem er auch die Saison 2009/10 in der belarussischen Hauptstadt begonnen hatte, wechselte er kurz nach Saisonbeginn zu dessen Ligarivalen Neftechimik Nischnekamsk.
Im Juli 2010 kehrte er nach Minsk zurück und absolvierte 54 Partien für Dinamo, in denen er 24 Scorerpunkte sammelte. Im Mai 2011 wurde er erneut von Neftechimik Nischnekamsk verpflichtet. Im November 2011 wechselte der Belarusse innerhalb der KHL zum HK Jugra Chanty-Mansijsk, für den er bis zum Ende der Saison 2012/13 knapp 80 KHl-Spiele absolvierte. Anschließend kehrte er zu Neftechimik zurück, wurde aber nach neun Partien im Oktober 2013 an Awtomobilist Jekaterinburg abgegeben.
In der Saison 2014/15 stand Dsjamahin bei Torpedo Nischni Nowgorod unter Vertrag, anschließend ein Jahr lang bei Sewerstal Tscherepowez sowie in der Saison 2016/17 beim  HK Lada Toljatti in seiner Geburtsstadt.

### International
Für Belarus nahm Dsjamahin im Juniorenbereich ausschließlich an der U20-Junioren-B-Weltmeisterschaft 2006 teil. Im Seniorenbereich stand er im Aufgebot seines Landes bei den Weltmeisterschaften 2007, 2009, 2010 und 2011 sowie bei den Olympischen Winterspielen 2010 in Vancouver.

## Erfolge und Auszeichnungen
- 2006 Topscorer der zweiten belarussischen Liga
- 2006 Bester Vorlagengeber der zweiten belarussischen Liga
- 2006 Aufstieg in die Top Division bei der U20-Junioren-Weltmeisterschaft der Division I

## KHL-Statistik
(Stand: Ende der Saison 2013/14)